# Ctenophthalmus ghanensis
Ctenophthalmus ghanensis är en loppart som beskrevs av Joyce Segerman 1971. Ctenophthalmus ghanensis ingår i släktet Ctenophthalmus och familjen mullvadsloppor. Inga underarter finns listade i Catalogue of Life.